# Colotis protomedia
Colotis protomedia är en fjärilsart som först beskrevs av Johann Christoph Friedrich Klug 1829.  Colotis protomedia ingår i släktet Colotis och familjen vitfjärilar. IUCN kategoriserar arten globalt som livskraftig.
Artens utbredningsområde är Sudan. Inga underarter finns listade i Catalogue of Life.